# Hapaline kerrii
Hapaline kerrii är en kallaväxtart som beskrevs av François Gagnepain. Hapaline kerrii ingår i släktet Hapaline och familjen kallaväxter.
Artens utbredningsområde är Thailand. Inga underarter finns listade.